# Feind im Blut (1931)
Feind im Blut ist ein avantgardistischer deutsch-Schweizer Aufklärungsfilm von Walter Ruttmann aus dem Jahr 1931, der kaleidoskopartig mehrere Einzelschicksale schildert.

## Handlung
Zunächst erfährt man anhand von Zwischentiteln, dass die Syphilis von spanischen Söldnern aus Amerika eingeschleppt und in Europa verbreitet worden sei. Nach Jahrhunderten sei es endlich gelungen, das Wesen der Geschlechtskrankheiten zu erforschen, und Paul Ehrlich habe das Salvarsan entdeckt, das beste Mittel gegen die Syphilis. Der Weltkrieg habe die Krankheit jedoch in großem Maße verbreitet.
Nun erscheinen ein Mädchen und ein Student, in dessen Vorlesung Schautafeln über die ersten Anzeichen der Syphilis informieren. In der Zwischenzeit betrachtet das Mädchen ein Foto des Studenten und das eines älteren Mannes, den sie zuvor in einem Zugabteil getroffen hat. Dann ist wieder die Vorlesung des Studenten an der Reihe, in der nun die fortgeschrittenen Stadien der Krankheit dargestellt werden.
Ein Fabrikarbeiter bemerkt Ekzeme am Arm. Auf den Rat eines Kollegen hin sucht er den Heilkünstler Hubelmayer auf, der ihm Tee gibt. Seine Frau ist schwanger. Der Student macht inzwischen mit dem älteren Mann aus dem Zug eine Kneipentour. Sie wollen ein Fräulein Lilli besuchen. Am Morgen kommt das Kind der Arbeiterfrau zur Welt. Es hat Ekzeme im Gesicht.
Der Student sucht einen Arzt auf, da er befürchtet, sich angesteckt zu haben. Eine Blutuntersuchung beweist, dass er gesund ist. Ein Dozent erklärt inzwischen mit Hilfe schematischer Darstellungen den Tripper, dann werden verschiedene Patienten und Patientinnen von Ärzten behandelt. Eine verheiratete Frau hat sich angesteckt. Die Arbeiterfrau erfährt, dass ihr Mann an Gehirnerweichung aufgrund einer syphilitischen Infektion leidet. Sie dreht zu Hause den Gashahn auf, wird aber von Nachbarn gerettet. Ihr Mann erhält Salvarsan. Der Student findet in dem Mädchen aus dem Tanzlokal eine neue Freundin. Der Schlusstitel des Films feiert den Sieg der Aufklärung, der eine neue kraftvolle Jugend hervorgebracht habe.

## Produktionsnotizen
Feind im Blut entstand unter Mitwirkung der Deutschen und Schweizerischen Gesellschaft zur Bekämpfung von Geschlechtskrankheiten. Er wurde angekündigt in Gemeinschaft mit der Dresdener Hygiene-Ausstellung und dem Deutschen Hygiene-Museum. Der Film wurde 1931 in den Ateliers der Praesens-Film in Zürich hergestellt. Die Außenaufnahmen entstanden in Berlin, mehrere Szenen in der dortigen Beratungsstelle für Geschlechtskrankheiten. Die Uraufführung des mit Jugendverbot belegten Films erfolgte am 17. April 1931 im Berliner Atrium, einen Tag später die Schweizer Erstaufführung im Baseler Palace-Kino.

## Kritiken
Der anspruchsvolle Film, der mehrere Handlungsstränge und Dokumentationen kaleidoskopartig verflicht, erntete bei seinen Zeitgenossen nur höchstes Lob. Der Film-Kurier vom 18. April 1931 meinte, der Film diene dem Volkswohl und der Filmkunst, er enthülle nicht Theorie, sondern Dasein, er demonstriere Menschen und nicht Paradigmen. Insbesondere wird Regisseur Ruttmanns Leistung hervorgehoben, dessen Formgesinnung einen Triumph feiere: „Kein Lehrregisseur erhebt den Zeigefinger, keine Warnungsmoral, kein Pastorenpathos klingeln dazwischen.“
Die Baseler Nationalzeitung vom 21. April 1931 lobte die „fachkundige Montage von Bild und Wort.“ Ruttmann verstehe es, den Alltag zu schildern: „Es gehört Können und Fingerspitzengefühl dazu, diese goldene Mittellinie zwischen Überladenheit und Schematismus zu finden und einzuhalten.“ Der Film schrecke ab, ohne zu entmutigen, da er den Glauben an die Möglichkeit der Heilung berücksichtige. Er habe nichts gemein mit den üblichen Aufklärungsfilmen, die eine schamlose Spekulation auf die Lüsternheit seien.
Die Dresdner Neueste Nachrichten bezeichneten am 9. Mai 1931 den Film als „Meisterwerk von Ruttmanns Regie.“ Die Einblicke, die man in Ursprung, Wesen, Bedeutung, Erkennung, Behandlung und Verhütung der Geschlechtskrankheiten erfahre, seien immer fesselnd und überzeugend, nie lehrhaft und doktrinär: „Man muß diese neue Filmschöpfung im Interesse der Volksgesundheit uneingeschränkt anerkennen.“